# Rooms-Katholiek Verbond van Werkgeversvakverenigingen
De Rooms-Katholiek Verbond van Werkgeversvakverenigingen (RKWV) werd in 1919 opgericht als werkgeversvereniging. Het primaire doel van deze organisatie was het behartigen van de materiële belangen van werkgevers van grote bedrijven. In 1960 ging deze organisatie samen met het Algemeen Rooms-Katholiek Werkgeversverbond op in het Nederlands Katholiek Werkgeversverbond.